# 1846 în literatură
Anul 1846 în literatură a implicat o serie de evenimente și cărți noi semnificative.  